# John Bosman

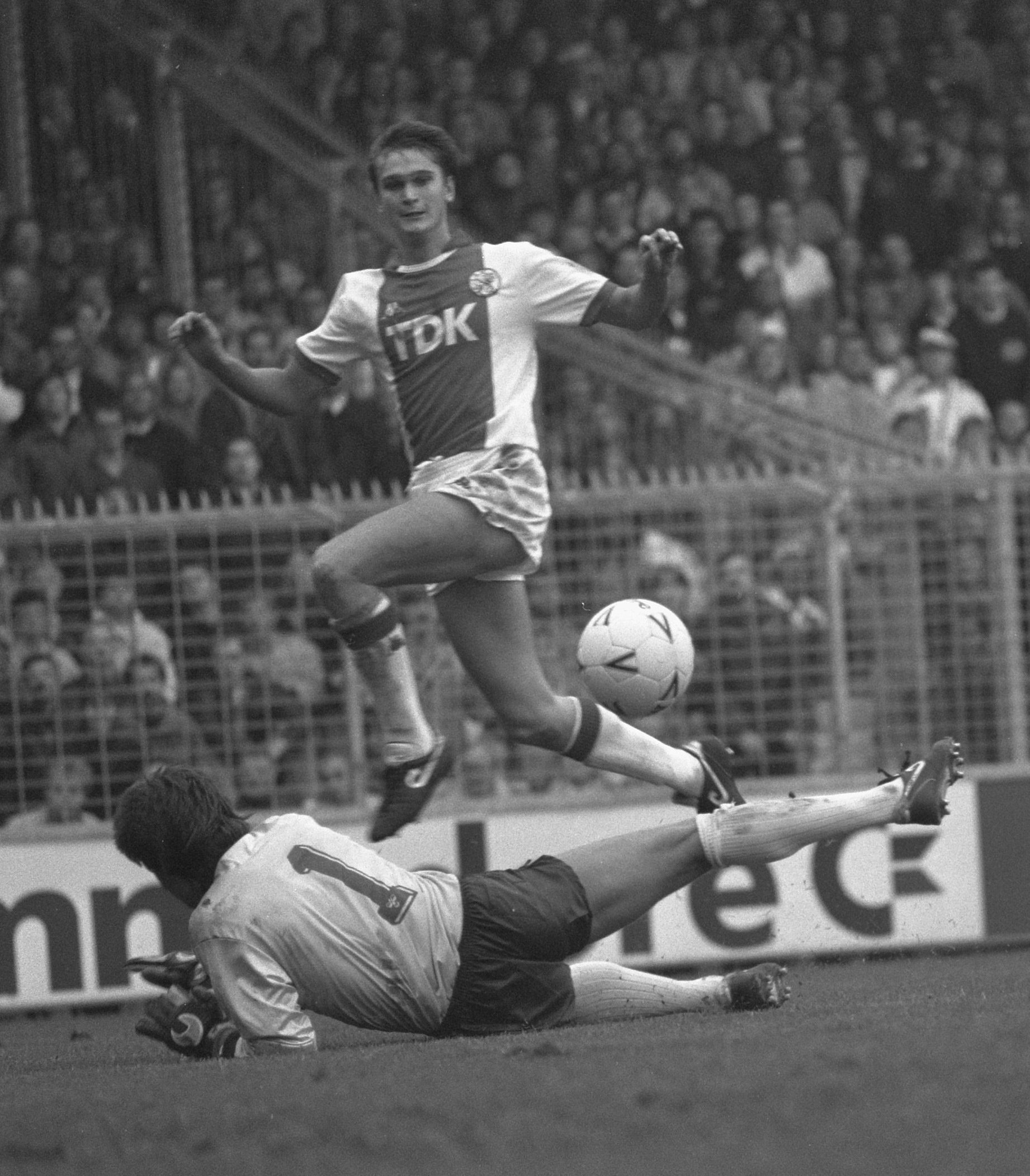
1-11-1987, Ajax-Feyenoord 3-1. John Bosman in duel met keeper.

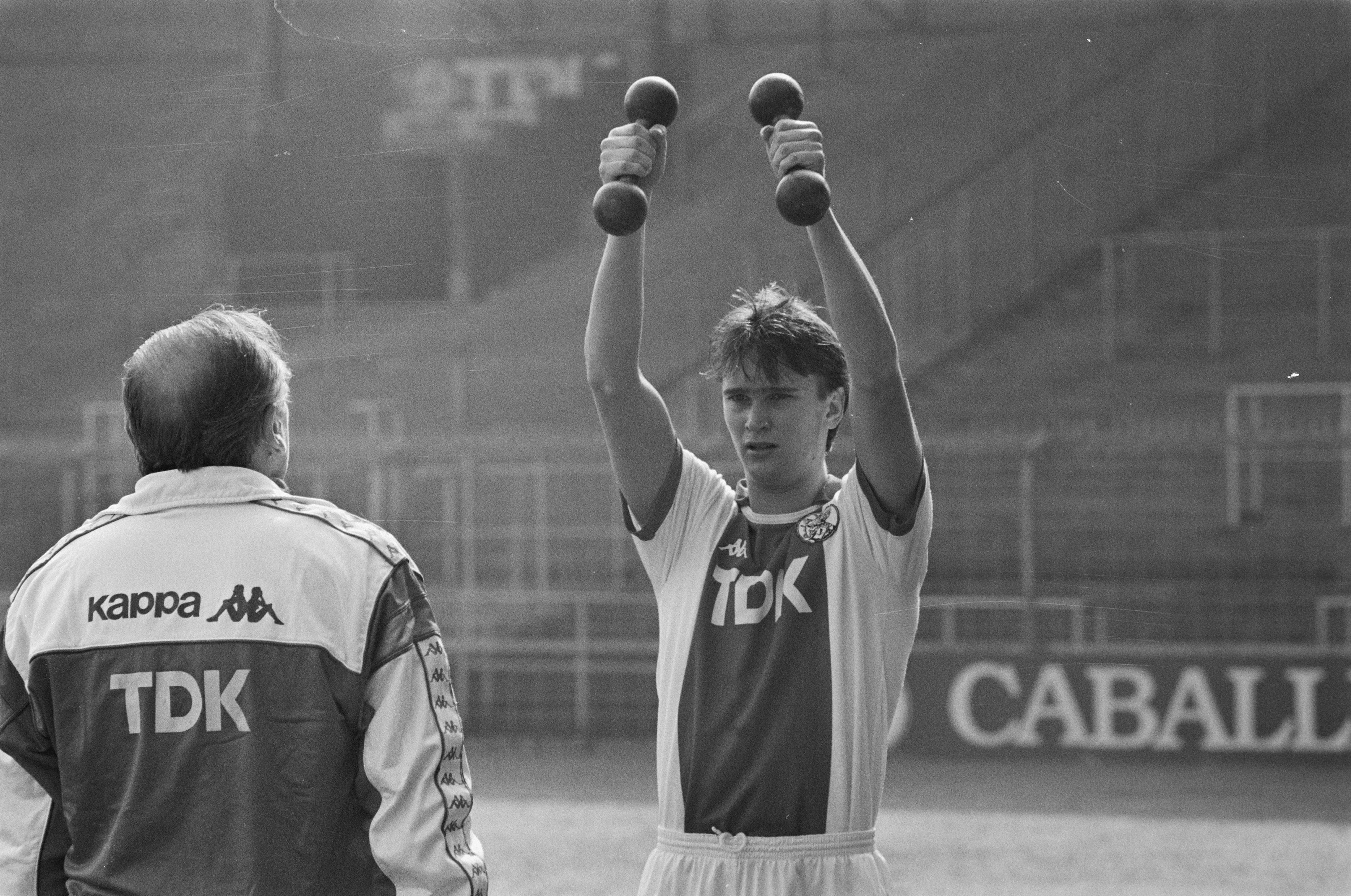
18-4-1988. Training Ajax voor Europa Cup II-duel tegen Olympique Marseille. John Bosman met gewichten.

Jakobus Johannes (John) Bosman (Bovenkerk, 1 februari 1965) is een Nederlands voormalig voetballer. Bosman speelde in Nederland voor Ajax, PSV, FC Twente en AZ en in België voor KV Mechelen en RSC Anderlecht. Hij speelde tussen 1986 en 1997 dertig interlands voor het Nederlands voetbalelftal, waarin hij zeventien keer scoorde.

## Loopbaan

### Ajax
De lange kopsterke spits begon zijn carrière bij Ajax. Zijn eerste contract ging in per 1 juli 1983. Hij debuteerde op 20 november 1983 in de met 5-2 gewonnen thuiswedstrijd tegen Roda JC. Volgens de traditie van Ajax scoorde hij ook meteen bij zijn debuut. In vijf seizoenen speelde hij 165 wedstrijden voor Ajax. Hij maakte in totaal 105 doelpunten voor de Amsterdamse club, waar hij concurrentie had voor de centrumspitspositie van Marco van Basten, die de opvolger was van de in juli 1983 naar Italië vertrokken Wim Kieft. Bosman speelde in een talentvol jong team, met Frank Rijkaard, Gerald Vanenburg, Sonny Silooy, Jesper Olsen, John van 't Schip, Marco van Basten, Jan Molby, Stanley Menzo, Ronald Koeman en Rob de Wit. Zijn trainers waren Aad de Mos en Johan Cruijff. Tussendoor maakte hij de interim-trainers Spitz Kohn, Tonny Bruins Slot en Cor van der Hart mee. Met zijn 77 treffers in de competitie staat Bosman in de top twintig van de topschutters aller tijden van Ajax. Na het vertrek van Van Basten naar AC Milan werd hij in het seizoen 1987/88 clubtopscorer van Ajax. In zijn vijfde en laatste seizoen bij Ajax stond hij in de spits in de finale van de Europacup II. Titelverdediger Ajax verloor met 1-0 van het KV Mechelen van voormalig Ajax-trainer Aad de Mos. Aan het einde van het seizoen stapte Bosman over naar deze Belgische club.

### KV Mechelen, PSV en RSC Anderlecht
De Mos kende hij nog van zijn tijd bij Ajax. Tijdens zijn periode bij KV Mechelen werd hij landskampioen en veroverde hij de Beker van België. In 1989 veroverde hij de Europese Supercup met KV Mechelen.
Deze successen leverden enkele spelers van Mechelen transfers op. Bosman vertrok in 1990 naar PSV. Daar was hij de opvolger van Wim Kieft. Bosman fungeerde als aanspeelpunt naast Romário, maar voelde zich niet prettig in die rol en dreigde daarnaast zijn basisplaats te verliezen aan Twan Scheepers. Met PSV werd hij landskampioen, maar vertrok toch alweer na één seizoen naar RSC Anderlecht, waar hij herenigd werd met oud-KV Mechelen spelers als Graeme Rutjes en Bruno Versavel.
Bij RSC Anderlecht vond Bosman, die de bijnaam De giraffe kreeg, ook trainer De Mos terug die Bosman trainde bij zowel Ajax als Mechelen. In 1996, toen Johan Boskamp trainer was van RSC Anderlecht, belandde de spits op de bank. Andere spitsen kregen de voorkeur waarop Bosman terugkeerde naar de Nederlandse velden. In totaal scoorde hij 71 doelpunten voor de Brusselse recordkampioen.

### FC Twente en AZ
Bosman vervolgde zijn carrière bij voetbalclub FC Twente. Ook hier bleek hij van grote waarde, en nog altijd even scherp te zijn voor het doel. Hij maakte 34 doelpunten. Daarna vertrok hij in 1999 naar het AZ van Dirk Scheringa. Ook in Alkmaar maakte hij zijn reputatie waar en speelde daarnaast een belangrijke rol bij het coachen en trainen van de jonge aanvallers. In 2002 besloot Bosman te stoppen met voetballen. De vroege dood van zijn zoon Devin, die in oktober 2001 bij een verkeersongeval om het leven kwam, speelde een rol in die beslissing.
Tijdens zijn carrière is het Bosman gelukt om nagenoeg blessurevrij te blijven. Bosman is geen familie van  Jean-Marc Bosman, de Belgische voetballer waar het internationale voetbal belangrijke Bosman-arrest, naar is vernoemd.

## Clubstatistieken
| Seizoen | Club           | Competitie    | Duels | Goals |
| ------- | -------------- | ------------- | ----- | ----- |
| 1983/84 | Ajax           | Eredivisie    | 14    | 4     |
| 1984/85 | Ajax           | Eredivisie    | 23    | 6     |
| 1985/86 | Ajax           | Eredivisie    | 23    | 19    |
| 1986/87 | Ajax           | Eredivisie    | 33    | 23    |
| 1987/88 | Ajax           | Eredivisie    | 33    | 25    |
| 1988/89 | KV Mechelen    | Eerste klasse | 30    | 18    |
| 1989/90 | KV Mechelen    | Eerste klasse | 31    | 16    |
| 1990/91 | PSV            | Eredivisie    | 30    | 11    |
| 1991/92 | RSC Anderlecht | Eerste klasse | 32    | 17    |
| 1992/93 | RSC Anderlecht | Eerste klasse | 30    | 13    |
| 1993/94 | RSC Anderlecht | Eerste klasse | 33    | 20    |
| 1994/95 | RSC Anderlecht | Eerste klasse | 31    | 6     |
| 1995/96 | RSC Anderlecht | Eerste klasse | 30    | 15    |
| 1996/97 | FC Twente      | Eredivisie    | 33    | 20    |
| 1997/98 | FC Twente      | Eredivisie    | 24    | 6     |
| 1998/99 | FC Twente      | Eredivisie    | 33    | 8     |
| 1999/00 | AZ             | Eredivisie    | 31    | 18    |
| 2000/01 | AZ             | Eredivisie    | 21    | 4     |
| 2001/02 | AZ             | Eredivisie    | 10    | 2     |
| Totaal  | Totaal         | Totaal        | 525   | 251   |

## Interlands
Bosman speelde in zijn carrière dertig interlands waarin hij zeventien keer het vijandelijke doel trof. Tijdens een kwalificatie-interland tegen het kleine Cyprus scoorde John Bosman vijf doelpunten. Het duel onder leiding van de Luxemburgse scheidsrechter Roger Philippi werd echter overschaduwd door het 'bomincident', en de wedstrijd werd overgespeeld. Daardoor is zijn prestatie niet in de voetbalstatistiek-, maar wel in de geschiedenisboeken beland.
Hij maakte ook deel uit van de succesvolle formatie die het EK 1988 in Duitsland won. Hij kwam tijdens dit toernooi in actie bij de groepswedstrijden tegen de Sovjet-Unie en Ierland. Bij het begin van het EK had Bosman het vertrouwen van coach Rinus Michels, en hij hield daarmee Marco van Basten op de bank. Na het verloren groepsduel tegen de Sovjet-Unie verloor hij zijn basisplaats aan Van Basten, die daarna zou uitgroeien tot de ster van het EK.

## Erelijst
| Competitie                |        |                           |      |      |
| Competitie                | Aantal | Jaren                     |      |      |
| Ajax                      | Ajax   | Ajax                      | Ajax | Ajax |
| ------------------------- | ------ | ------------------------- | ---- | ---- |
| Continentaal              |        |                           |      |      |
| European Cup Winners' Cup | 1x     | 1986/87                   |      |      |
| Nationaal                 |        |                           |      |      |
| Eredivisie                | 1x     | 1984/85                   |      |      |
| KNVB beker                | 2x     | 1985/86, 1986/87          |      |      |
| KV Mechelen               |        |                           |      |      |
| Continentaal              |        |                           |      |      |
| Europese Supercup         | 1x     | 1988                      |      |      |
| Nationaal                 |        |                           |      |      |
| Eerste klasse             | 1x     | 1988/89                   |      |      |
| PSV                       |        |                           |      |      |
| Eredivisie                | 1x     | 1990/91                   |      |      |
| RSC Anderlecht            |        |                           |      |      |
| Eerste klasse             | 3x     | 1992/93, 1993/94, 1994/95 |      |      |
| Beker van België          | 1x     | 1993/94                   |      |      |

| Competitie | Winnaar   | Winnaar   | Runner-up | Runner-up | Derde     | Derde     |
| Competitie | Aantal    | Jaren     | Aantal    | Jaren     | Aantal    | Jaren     |
| Nederland  | Nederland | Nederland | Nederland | Nederland | Nederland | Nederland |
| ---------- | --------- | --------- | --------- | --------- | --------- | --------- |
| UEFA EK    | 1x        | 1988      |           |           |           |           |

## Trivia
- In 1995 was Bosman samen met toenmalig Anderlecht-voorzitter Constant Vanden Stock (1914–2008) en Anderlecht-ploegmaats Bruno Versavel, Philip Haagdoren, Yaw Preko, Marc Emmers en Danny Boffin te zien in een aflevering van F.C. De Kampioenen (Mijnheer Constant, seizoen 6). Aan het einde van de aflevering hebben zij een cameo.